# Vivciîțk, Kovel
Vivciîțk (în ucraineană Вівчицьк) este un sat în așezarea urbană Holobî din raionul Kovel, regiunea Volînia, Ucraina.

## Demografie
Componența lingvistică a localității Vivciîțk
     Ucraineană (99,3%)
     Alte limbi (0,7%)
Conform recensământului din 2001, majoritatea populației localității Vivciîțk era vorbitoare de ucraineană (99,3%), existând în minoritate și vorbitori de alte limbi.